# 卡哈尔号巡防舰
卡哈尔号巡防舰（ENS Al-Qahhar，舷号905）是埃及海军第二艘MEKO型护卫舰，由蒂森克虜伯海洋系統制造。于2020开工建造，2021年8月下水，2022年9月8日命名，2023年5月26日交付。埃及海军还向德国方面订购了其余3艘同型舰，其中前3艘在德国原厂建造，最后1艘技术转移至埃及本土建造，另保留两艘选择权。

## 描述
“卡哈尔”号巡防舰是一艘由布洛姆-福斯设计的MEKO型护卫舰。该舰的长度是120米,宽度为14.8米，最大吃水5.95米。护卫舰的满载排水量为3,700公噸（3,600長噸），由柴燃混合动力喷水系统和螺推进系统提供动力，由两个MTU-16V 1163型柴油发动机连接到两个带有可控螺距螺旋桨的轴上，以及一个20,000千瓦特（27,000匹馬力）通用电气LM2500燃气轮机为水射发动机提供动力。她的最大时速为32节，巡航速度为7500海里/16节。编制120名船员。
“卡哈尔”号装备有1座奧托布雷達127公厘艦炮和两座MLG 27遥控机炮。在反水面方面，“卡哈尔”号配备了2座四联装共8个MM40飞鱼反舰导弹Block-3型发射器，防空导弹是法国产的“米卡”-NG型（MICA-NG），共4座八联装32管垂直发射系统。在反潜作战方面，她配备了两座双联装324毫米鱼雷管，分别用于MU90和DM2A4型鱼雷。
她的传感器和电子系统包括泰勒斯公司的NS-110型4D有源电子扫描空中/水面监视雷达、卫星通信系统、拖曳阵列声纳、“蝎子”-2型电子对抗系统等。
该舰的对抗系统包括两个32管莱茵金属多弹药软杀伤系统诱饵发射器和莱昂纳多瓦斯C310型水面反鱼雷对抗系统的诱饵发射器。
“卡哈尔”号有一个飞行甲板和机库，能够容纳两架直升机和一架垂直发射的无人机，舷侧可收纳两艘橡皮艇用于非作战的查缉等。

## 舰历
“卡哈尔”号的龙骨是在2020年安放的。该舰于2021年8月在不来梅港的Stahlbau Nord GmbH造船厂下水。“卡哈尔”号于2022年11月9日开始海上试航，晚上9点离开不来梅港前往北大西洋试航。它于2022年12月被转移到基尔，在该市的TKMS设施进行测试。该舰还在基尔峡湾、基尔港和波罗的海进行试验。